# Plantago loureiroi
Plantago loureiroi är en grobladsväxtart som beskrevs av Johann Jakob Roemer och Schult.. Plantago loureiroi ingår i släktet kämpar, och familjen grobladsväxter. Inga underarter finns listade i Catalogue of Life.